# Serraca myrtilloides
Serraca myrtilloides är en fjärilsart som beskrevs av Franz Dannehl 1933. Serraca myrtilloides ingår i släktet Serraca och familjen mätare. Inga underarter finns listade i Catalogue of Life.